# Kurt Lewent
Kurt Lewent (Berlín, 13 de març de 1880 – Nova York, 13 de juny de 1964) fou un romanista alemany, especialitzat en la literatura occitana medieval.

## Vida
Lewent va estudiar a Berlín amb Adolf Tobler i Oskar Schultz-Gora i va llegir la tesi doctoral sobre la cançó de croada occitana (Das altprovenzalische Kreuzlied; Erlangen 1905, reimpressió Ginebra 1976) a la Friedrich-Wilhelms-Universität Berlin sota la direcció d'Adolf Tobler. Fou professor en diversos instituts de Berlín i feu classes a la universitat de Berlín. Per la seva condició de jueu va ser apartat de la universitat el 1933, i definitivament el 1935, per l'aleshores rector, el matemàtic Ludwig Bieberbach. Fins a 1939 feu classes de francès, anglès i alemany a l'escola privada d'una antiga alumna, Leonore Goldschmidt, fins que ella mateixa va emigrar. Lewent va fugir a Itàlia i el 1941, a través de Sibèria, va arribar a Nova York. Allà treballà en unes oficines però continuà fent recerca sobre l'occità antic amb un encàrrec de curs de la Universitat de Colúmbia (des de 1950).
És conegut pels seus estudis sobre la literatura occitana medieval, sobretot sobre els trobadors i també sobre “Flamenca”.
El 1958 fou nomenat membre corresponent de la Secció Filològica de l'Institut d'Estudis Catalans.

## Obra
- Das altprovenzalische Kreuzlied. Inaugural-Dissertation. Erlangen, 1905 Erlangen (reimpressió, Ginebra, 1976)
- Bruchstücke des provenzalischen Versroman "Flamenca", selecció per Kurt Lewent. Halle: Max Niemeyer, 1926
- Beiträge zum Verständnis der Lieder Marcabrus. Halle, Max Niemeyer 1930
- Zum Inhalt und Aufbau der "Flamenca". Halle: Max Niemeyer, 1933
- Zum Text der Lieder des Giraut de Bornelh. Ginebra: Olschki, 1938